# Эксфильтрация (тактика)
Эксфильтрация (от англ. Exfiltration; Exfil), или экстракция (от англ. Extraction) — тактика перемещения персонала с территории, находящейся под контролем противника, и доставки в безопасную зону.

## Типы
Выделяют две основных категории эксфильтрации:
- Враждебный — когда субъект не желает принимать участие по своей воле и подвергается силовому принуждению с ожидаемым сопротивлением.
- Дружественный — когда субъект готов принимать участие и сотрудничать в рамках операции.

## Примеры
Примером враждебной эксфильтрации был захват нацистского военного преступника Адольфа Эйхманна агентами израильского Моссад 11 мая 1960 года для принудительной доставки на суд в Израиль. Примерами дружественной эксфильтрации были совместная операция ЦРУ и Канадского правительства по переправке шести сотрудников американской дипломатической миссии из Ирана в 1980 году в ходе операции, позже ставшей известной как «Канадская хитрость»; а также перемещение британскими дипломатами Олега Гордиевского через советские пограничные КПП в багажнике дипломатической машины в 1985 году.